# Nu parmi les loups
Pour plus de détails, voir Fiche technique et Distribution.
Nu parmi les loups (Nackt unter Wölfen) est un film est-allemand réalisé par Frank Beyer sorti en 1963.
Il s'agit d'une adaptation du roman (de) de Bruno Apitz publié en 1958, lui-même inspiré d'une histoire vraie. Le film a été tourné sur les lieux mêmes de l'histoire. Plusieurs des acteurs et les figurants sont des rescapés des camps nazis.

## Synopsis
Février 1945, dans le camp de concentration de Buchenwald. Un prisonnier polonais introduit en secret un enfant de trois ans. Le Comité International Clandestin, une organisation illégale composée de résistants communistes de diverses nationalités, décide de faire passer l'enfant durant un transport vers un autre camp. Höfel et Kropinski, des prisonniers qui travaillent dans l'entrepôt, désobéissent et cachent l'enfant. Sa découverte par les SS entraînerait inévitablement la mort de l'enfant. Il est d'abord caché dans un placard de l'infirmerie puis logé dans la porcherie. À cause de cet enfant, tout le mouvement de résistance se sent en danger. Néanmoins, d'autres prisonniers prennent de grands risques pour sauver l'enfant. Hofel et Kropinski sont gravement torturés pendant des semaines sans avouer l'enfant et ses camarades. Pippig reste silencieux lorsqu'il meurt sous la torture de la Gestapo. Rose ne veut pas être un traître. Wurach se laisse convaincre par les SS d'être un espion à leur service.
Parmi les gardiens SS, il y a le chef du camp Schwahl qui veut amener tous les prisonniers vers Dachau et effacer toutes les traces de crime dans le camp, Klutig qui veut tuer tous les prisonniers, Reineboth qui veut disparaître car il croit à la défaite allemande, Mandrach, surnommé Mandrill, un tortionnaire brutal, qui veut tuer tous les prisonniers avant que la guerre ne se finisse, Zweiling qui craint la vengeance soit des prisonniers, soit de ses camarades nazis.
Lorsque Wurach est découvert avec une liste de 46 noms de membres de l'organisation secrète, le CIC, dont Krämer - le doyen des prisonniers, respecté par de nombreux détenus - est un des chefs, décide de cacher les coupables. Ignorant où se trouve le front avec les Alliés, le CIC hésite entre la protection de ses membres et sa responsabilité envers les 50 000 prisonniers. Les premières marches de la mort ont lieu. Lorsque le front est proche, les prisonniers se libèrent eux-mêmes avec les armes qu'ils ont construites ou cachées dans le camp. Ils délivrent Hofel et Kropinski du bunker. L'enfant est sorti de la clandestinité.

## Fiche technique
- Titre : Nu parmi les loups
- Titre original : Nackt unter Wölfen

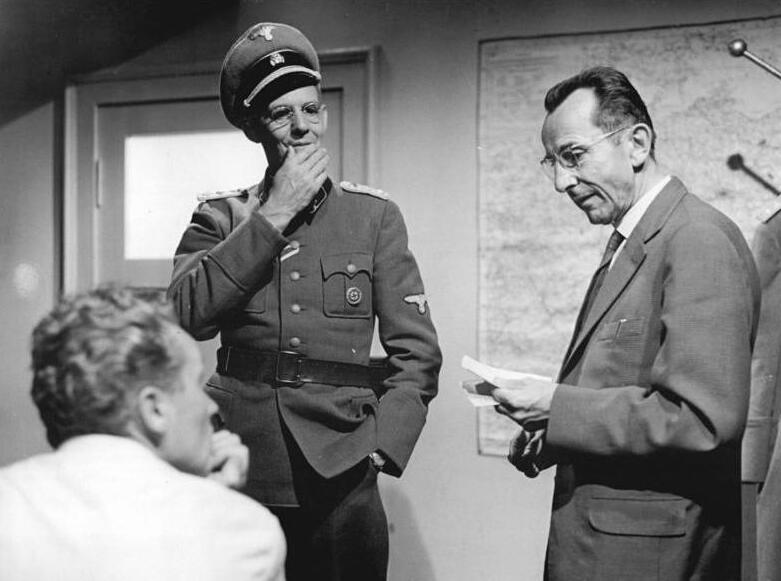
Le réalisateur Frank Beyer, le comédien Herbert Köfer et l'auteur Bruno Apitz

- Réalisation : Frank Beyer assisté de Bernd Braun et Ellen Korfes
- Scénario : Frank Beyer, Bruno Apitz d'après son propre roman
- Musique : Joachim Werzlau (de)
- Direction artistique : Alfred Hirschmeier
- Costumes : Günter Schmidt
- Photographie : Günter Marczinkowsky (de)
- Son : Bernd Gerwien
- Montage : Hildegard Conrad
- Production : Hans Mahlich (de)
- Sociétés de production : DEFA
- Société de distribution : VEB Progress Film-Vertrieb
- Pays d'origine : République démocratique allemande
- Langue : allemand
- Format : noir et blanc - 2,35:1 - Mono - 35 mm
- Genre : Drame
- Durée : 116 minutes
- Dates de sortie :
  -  Allemagne de l'Est : 10 avril 1963
  -  États-Unis: 18 mars 1967 (New York)
  -  Allemagne de l'Ouest : 17 novembre 1967
  -  France : 21 mars 1971[3]

## Distribution
- Erwin Geschonneck : Walter Krämer
- Armin Mueller-Stahl : André Höfel
- Krystyn Wójcik : Marian Kropinski
- Fred Delmare (VF : Nicolas Dangoise) : Rudi Pippig
- Viktor Avdyushko (VF : Omar Yami) : Leonid Bogorski
- Gerry Wolff : Herbert Bochow
- Bolesław Płotnicki : Zacharias Jankowski
- Peter Sturm : August Rose
- Erik S. Klein (de) : Untersturmführer Reineboth
- Herbert Köfer : Hauptsturmführer Kluttig
- Wolfram Handel : Hauptscharführer Zweiling
- Heinz Scholz (de) : Standartenführer Schwahl
- Joachim Tomaschewsky (de) : Sturmbannführer Weisangk
- Zygmunt Malanowicz (pl) : Josef Pribula
- Jan Pohan (cs) : Kodiczek
- Leonid Swetlow (VF : Philippe Ariotti) : Zidkowski
- Angela Brunner (de): Hortense Zweiling
- Christoph Engel (de) : Peter van Dahlen
- Werner Dissel (de) : Otto Lange
- Fred Ludwig (de) : Mandrill
- Gerd Ehlers (de) : le commissaire politique Gey
- Bruno Apitz : le vieil homme
- Jürgen Strauch : l'enfant
- Hans Hardt-Hardtloff (de) : un kapo
- Dieter Wien (de) : un kapo
- Friedhelm Eberle (de) : un kapo

 Source et légende : version française (VF) sur RS Doublage

## Distinctions
- Festival international du film de Moscou 1963 : meilleur réalisateur pour Frank Beyer
- Prix national de la République démocratique allemande 1963 : meilleur film pour Frank Beyer, Bruno Apitz, Günter Marczinkowsky et Alfred Hirschmeier